# Robert M. Price
Robert McNair Price (7 de julho de 1954 (70 anos)) é um teólogo e escritor norte-americano. É professor de filosofia e religião no Seminário teológico Johnnie Colemon, professor de crítica bíblica no Center for Inquiry e autor de vários livros sobre teologia e a historicidade de Jesus, entre os quais Deconstructing Jesus (2000), The Reason Driven Life (2006), Jesus is Dead (2007), Inerrant the Wind: The Evangelical Crisis in Biblical Authority (2009), The Case Against the Case for Christ (2010) e The Amazing Colossal Apostle: The Search for the Historical Paul (2012).